# سلام بر غم
سلام بر غم (به فرانسوی: Bonjour Tristesse) نام یک کتاب ادبی است که توسط فرانسواز ساگان، نویسندهٔ اهل فرانسه نوشته شده‌است. این کتاب در لیست ۱۰۰ کتاب قرن لوموند قرار دارد.

## چکیده داستان
سسیل، دانش آموز دبیرستانی پاریسی که به تازگی در امتحان دیپلم دبیرستان رد شده است، تابستان هفده سالگی خود را در ویلایی زیبا در کوت دازور به همراه پدرش ریموند و معشوقه دومش السا می گذراند. سسیل و پدرش که رابطه همجوشی دارند می خواهند با لذت بردن از آفتاب، خوشی های آبتنی، کتاب خواندن، گردشها و بحث های شبانه، ترکیبی از برنامه زندگی و سرگرمی برای خود بنا نهند.
این پدر چهل ساله که از پانزده سال پیش زنش مرده و مجرد مانده، مردی ثروتمند و جذاب است که همه زنها را مفتون و گرفتار خود می سازد. سسیل و السای جوان، با شخصیتی آسان طلب و به ویژه علاقه مند به زندگی مرفه اجتماعی، با هم به خوبی کنار می آیند. سسیل که کمی ساده لوح است، سعی می کند بزرگسال جلوه کند و ازهمنشینی با مردان هم سن و سال پدرش لذت می برد. زندگی عشقی او خالی و بیروح است تا اینکه با سیریل، دانشجوی ۲۶ ساله رشته حقوق آشنا می شود. 
جو این روابط هنگامی که ریموند ورود «آن»، یکی از دوستان همسرش را اعلام می کند، به شدت تغییر می کند. «آن» این دعوت را برخلاف انتظار همگان می پذیرد. «آن» با دیگر زنانی که در اطراف وی می چرخرند، متفاوت است. او زنی سخت گیر و اخلاق گراست که فرهنگ، اخلاق خوب و هوشمندی را ارج می نهد. به محض رسیدن «آن»، مبارزه ظریفی بین این سه زن آغاز می شود. 
السا سعی می کند رابطه با ریموند را حفظ کند چون حدس می زند که او مجذوب «آن» شده است و نیز بخاطر آنکه «آن» هم فکر می کند عشق واقعی را در وجود ریموند پیدا کرده است. و اما سسیل تحسین ویژه ای برای «آن» که به او بسیار آموخته است و او را مهم ترین زن زندگی اش می بیند، قائل است، با این حال می ترسد که پدرش تحت تأثیر «آن» جا خوش کند، و نخواهد آن همداستانی را که آنها را به هم پیوند می دهد، و نیز آن «آزادی» را از دست بدهد که به او اجازه می دهد از وظایف تعطیلاتش و به طور کلی تر از تحصیلاتش،  به نفع روزهایی که در ساحل دریا سپری می شود، غفلت کند.  
«آن» خیلی زود عهده دار زندگی سسیل می شود و حتی او را مجبور می کند که در امتحان تجدیدی دیپلم دبیرستانش شرکت کند. علاوه بر این، «آن» عدم موافقت خود را با داشتن رابطه با سیریل ابراز می کند (دیدن سسیل را برای سیریل ممنوع می کند). به تدریج ریموند از السا دور می شود و بیشتر و بیشتر شیفته «آن» که زن مسئول و معقولی است، می شود.
آنها (ریموند و «آن») در نهایت تصمیم به ازدواج می گیرند و السا باید ویلا را ترک کند. «آن» نشان می دهد که «آشتی ناپذیر و مصمم به اصلاح پدر و دختر به شیوه خود است».
سسیل به سختی می تواند این ختم ماجرا را بپذیرد و از دید خود از دست دادن یک زندگی بسیار ارزشمند را حس می کند: پایان همداستانی با پدرش و همچنین پایان آشنایی با مردان جالب توجه، زنان اجتماعی و پایان بسیاری ازتفریحات.  او دوستش سیریل را متقاعد می کند که با السا یک رابطه ساختگی برقرار کند تا ریموند حسادت کند. این ترفند کارگر می افتد. ریموند از دیدن روی آوردن معشوقه سابقش به یک مرد جوان تر و برنده شدن او خشمگین می شود. همان طور که سسیل برنامه ریزی کرده بود، «آن» آنها را با هم و در کنار هم غافلگیر می کند و رویاهایش را درهم شکسته می بیند.  «آن» ناامید و دل شکسته ویلا را ترک می کند و در یک تصادف رانندگی بدون شاهد کشته می کشود، یا شاید بدین گونه خودکشی می کند. 
نخست سسیل و پدرش غصه دار و تسکین ناپذیرند و سسیل متوجه می شود که تا حد زیادی تقصیر اوست که این زن ارجمند فوت کرده است. اما بعدها پدر و دختر زندگی آسان خود را از سر می گیرند و می دانند که هرگز این زن خارق العاده را فراموش نخواهند کرد - و نه احساسی را که به خاطر مرگش تجربه کردند: یعنی احساس غم را.

## شخصیت‌ها
سسیل: دخترک هفده سالهٔ‌ ثروتمند و بیخیال 
ریموند: پدر میانسال سسیل، مردی زن‌باره و بدنام
السا: معشوقهٔ اخیر ریموند در ابتدای رمان 
آن: دوست قدیمی مادر سسیل،‌ که بعد از بیرون آمدن سسیل از مدرسهٔ کاتولیک به او درس می‌داد.
سیریل: مرد جوانی که در همسایگی خانه‌ای که ریموند برای تابستان اجاره کرده است، زندگی می‌کند. 

## پیرامون اثر
پل الوار پیش از ساگان بر غم سلام کرده است. شعر زیر با ترجمه به شعر نادر نادرپور در ترجمه فارسی چاپ سوم ۱۳۳۵ ب. مقدم  در چاپخانه کاویان و انتشارات بنگاه مطبوعاتی صفیعلیشاه آمده است:
شعری از پل الوار: «سلام ای غم»
سلام ای غم
ترا بدورود می گویم
ترا در نقشهای سقف می بینم
ترا در چشمهای دوست می جویم
تو تنها تیره بختی نیستی، زیرا
که لبهای سیه روزان
ترا با نوشخندی جلوه می بخشند
سلام ای غم
سلام ای عشق پیکرهای مهرانگیز
سلام ای نیروی پنهان
که عشق پاک چون روحی مجرد از تو می زاید
سلام ای غم
سلام ای چهره نومید
سلام ای صورت زیبا!
ترجمه به شعر از نادر نادرپور